# Stéphane Robineau
Pour les articles homonymes, voir Robineau.
Stéphane Robineau est un joueur de pétanque français né le 13 juin 1980.

## Style de jeu
Il est droitier et se positionne sur les trois postes (point, milieu et tir)

## Clubs
- ?-? : Tracy-sur-Loire (Nièvre)
- ?-? : Cosne-sur-Loire (Nièvre)
- ?-? : Decize (Nièvre)
- ?-? : Club Rocher Le Mans (Sarthe)
- ?-? : Le Pavé de Thiers (Puy-de-Dôme)
- ?-? : APL Firminy (Loire)
- ?-2013 : AOMPS Firminy (Loire)
- 2014-2018 : ABC Draguignan (Var)
- 2019- : Fréjus International Pétanque (Var)

## Palmarès[1],[2]

### Championnats du Monde
Troisième
- Triplette 2008 : (avec Michel Loy, Zvonko Radnic et Pascal Milei) :  Equipe de France

### Coupe des Confédérations
Vainqueur
- Triplette 2017 (avec Christophe Sarrio, Damien Hureau et Kévin Malbec) :  Equipe de France

### Championnats d'Europe
Troisième
- Triplette 2009 : (avec Christophe Sarrio, Philippe Quintais et Michel Loy) :  Equipe de France

### Coupe d'Europe des Clubs
Vainqueur
- 2017 : (avec Yolanda Matarranz, Lucie Rousseaux, Christine Saunier, Dylan Rocher, Henri Lacroix, Robin Rio, Ludovic Montoro, Jean-Michel Puccinelli et Jean Casale) : ABC Draguignan
- 2021 (avec Dylan Rocher, Henri Lacroix, Philippe Ziegler, Jean-Michel Puccinelli, Robin Rio, Lucie Rousseaux et Christine Saunier) : Fréjus International Pétanque[3]

### Championnats de France
Champion de France
- Doublette 2011 : (avec Dylan Rocher) : Club Rocher Le Mans
- Triplette 2017 : (avec Henri Lacroix et Dylan Rocher) : ABC Draguignan
- Triplette 2018 : (avec Henri Lacroix et Dylan Rocher) : ABC Draguignan
- Triplette 2022 : (avec Dylan Rocher et Henri Lacroix) : Fréjus International Pétanque

Finaliste
- Triplette 2007 : (avec Bruno Rocher et Dylan Rocher) : Club Rocher Le Mans

### Coupe de France des clubs
Vainqueur
- 2017 : (avec Dylan Rocher, Henri Lacroix, Ludovic Montoro, Sony Berth, Robin Rio, Romain Fournie, Yolanda Matarranz, Christine Saunier et Lucie Rousseaux) : ABC Draguignan
- 2020 : (avec Christine Saunier, Lucie Rousseaux, Dimitri Stackov, Benji Renaud, Robin Rio, Laurent Matraglia, Ludovic Montoro, Henri Lacroix et Dylan Rocher) : Fréjus International Pétanque[4]

### Masters de pétanque
Vainqueur
- 2019 (avec Ludovic Montoro, Christophe Sarrio et Mickaël Bonetto) :  Équipe de France

Finaliste
- 2011 (avec Christophe Sarrio, Mathieu Gasparini et Romain Fournie) : Équipe Robineau
- 2017 (avec Dylan Rocher, Ludovic Montoro et Henri Lacroix) : Équipe Rocher

### Trophée des villes
Vainqueur
- 2002 : (avec Emmanuel Lucien, Vaillant et Dumont) : Nevers
- 2007 : (avec Bruno Rocher, Dylan Rocher et Gueven Rocher) : Le Mans
- 2014 : (avec Dylan Rocher, Romain Fournie et Jessy Lacroix) : Draguignan
- 2017 : (avec Henri Lacroix, Dylan Rocher et Sony Berth) : Draguignan

### Mondial La Marseillaise
Vainqueur
- 2007 : (avec Adam et Gayraud)
- 2010 : (avec Antoine Dubois et Dylan Rocher)
- 2012 : (avec Antoine Dubois et Dylan Rocher)
- 2013 : (avec Antoine Dubois et Dylan Rocher)
- 2017 : (avec Dylan Rocher et Henri Lacroix)

Finaliste
- 2020 : (avec Dylan Rocher et Jean-Marc Foyot)

### Millau

#### Mondial de Millau (1993-2002)
Finaliste
- Doublette 2000 (avec Rabereau)

#### Mondial à pétanque de Millau (2003-2015)
Vainqueur
- Tête à tête 2006
- Doublette 2013 : (avec Dylan Rocher)

##### Festival International de Pétanque de Millau (2016-)
Vainqueur
- Triplette 2018 (avec Bruno Gire et Stéphane Durand)

#### Passion Pétanque Française (PPF)
Vainqueur de la Grande Finale PPF
- Saison 2017 (avec Henri Lacroix et Dylan Rocher)
- Saison 2018 (avec Henri Lacroix et Dylan Rocher)
- Saison 2019 (avec Henri Lacroix et Dylan Rocher)
- Triplette 2021 (avec Dylan Rocher et Henri Lacroix)[5]
- Triplette mixte 2021 (avec Kaylie Victoor-Demeter et Dylan Rocher)[6]

Finaliste
- Triplette 2022 (avec Dylan Rocher et Henri Lacroix)[7]

### EuroPétanque de Nice
Vainqueur
- Triplette 2019 : (avec Henri Lacroix et Dylan Rocher)

### Records
- Exhibition tir : codétenteur du record du monde de tir des 1 000 boules en une heure. Le 10 mai 2011 à Dreux : Les tireurs : Stéphane Robineau (93 tirées), Damien Hureau (91), Philippe Quintais (94), Kévin Malbec (81), Christophe Sévilla (84), Philippe Suchaud (86), Julien Lamour (84), Michel Loy  (83), Dylan Rocher (89) et Christian Fazzino (91). Soit 876 sur 1 000 en 53 minutes et 25 secondes.